# 地下狂蛛
地下狂蛛（学名：Zelotes subterraneus）为平腹蛛科狂蛛属的动物。分布于欧洲以及中国大陆的新疆等地，多栖息于牧场草丛 土缝间。该物种的模式产地在欧洲。